# Sân bay Pori
Sân bay Pori (tiếng Phần Lan: Porin lentoasema) (mã IATA: POR, mã ICAO: EFPO) là một sân bay ở Pori, Phần Lan. Sân bay này nằm 1,4 hải lý (2,6 km; 1,6 mi) về phía nam trung tâm thành phố Pori. Nó có hai quầy làm thủ tục lên máy bay, và một căng tin. Trong năm 2011, sân bay Pori phục vụ 54.056 lượt khách, tăng 25,2% so với năm trước đó.